# Lehliu Gară
Lehliu Gară ist eine Kleinstadt im Kreis Călărași in der Region Walachei in Rumänien.

## Lage

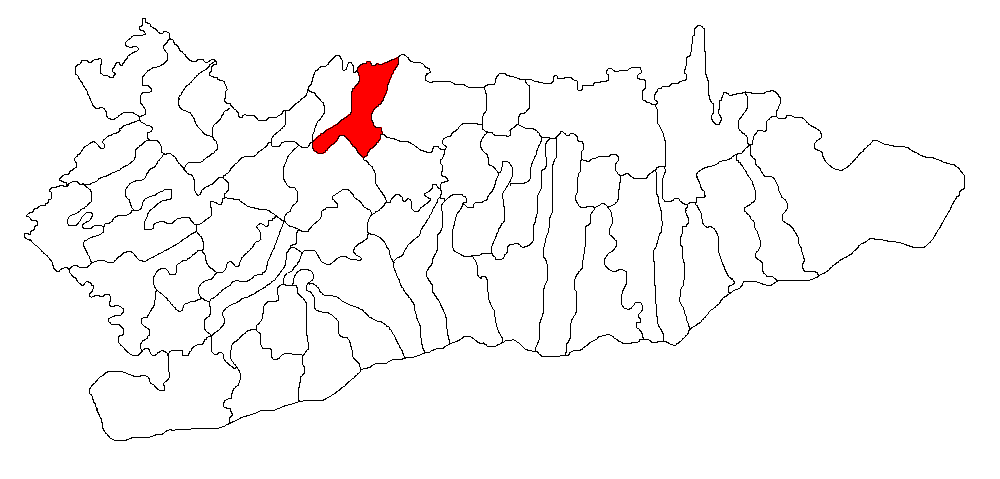
Lage von Lehliu Gară im Kreis Călărași

Lehliu Gară liegt in der Großen Walachei 60 km östlich der Landeshauptstadt Bukarest, in der Bărăgan-Steppe. Die Kreishauptstadt Călărași befindet sich etwa 50 km südöstlich.

## Geschichte
Der Ort entstand erst am Ende des 19. Jahrhunderts. Damals wurde die Bahnstrecke von Bukarest durch die Bărăgan-Steppe nach Fetești gebaut. In der dünn besiedelten Region wurde der Bahnhof Lehliu eingerichtet, der nach einem ca. 5 km entfernt gelegenen Ort benannt wurde. Um den Bahnhof herum – insbesondere nördlich der Bahnlinie – entstand eine neue Ortschaft, die Lehliu Gară (wörtlich „Bahnhof Lehliu“) genannt wurde.
In der Folge entwickelte sich die Bahnhofssiedlung zu einem lokalen Zentrum des Handels und der Lebensmittelverarbeitung.
1989 wurde Lehliu Gară zur Stadt ernannt. Die wichtigsten Wirtschaftszweige sind die Landwirtschaft sowie das Handwerk. Ein wichtiger Arbeitgeber ist die 2007 eröffnete Biodiesel-Fabrik des portugiesischen Unternehmens Martifer.

## Bevölkerung
Bei der Volkszählung 2002 wurden in der Stadt 6562 Einwohner gezählt, darunter 5938 Rumänen und 611 Roma. Etwa 3600 lebten in Lehliu Gară selbst, die übrigen in den beiden eingemeindeten Ortschaften.

## Verkehr
Lehliu Gară liegt an der Bahnstrecke von Bukarest nach Constanța. In beide Richtungen verkehren derzeit (2009) etwa fünf Nahverkehrszüge und vier Schnellzüge täglich. Südlich der Stadt verlaufen die Autobahn A2 und die Nationalstraße 3 von Bukarest nach Constanța. Es bestehen Busverbindungen nach Bukarest und Călărași.

## Sehenswürdigkeiten
- Naherholungsgebiete an einigen Seen der Umgebung